# Galmei-Hellerkraut
Das Galmei-Hellerkraut oder Galmei-Täschelkraut (Noccaea caerulescens subsp. calaminaris, Syn.: Noccaea caerulescens subsp. sylvestris (Jord.) F.K.Mey. Thlaspi calaminare Lej. & Courtois), ist eine Unterart aus der Gattung der Täschelkräuter (Noccaea) innerhalb der Familie der Kreuzblütengewächse (Brassicaceae). Sie ist schwermetallresistent, gilt als Charakterart der sogenannten Galmeiflora und ist auf das nordwestliche Mitteleuropa beschränkt. Oft wird es als Kleinart der Sammelart Gebirgs-Hellerkraut (Noccaea caerulescens) geführt oder auch als dessen Unterart. Es steht auf der Roten Liste gefährdeter Arten als „stark gefährdet“ (Deutschland) bzw. „vom Aussterben bedroht“ (Niedersachsen).

## Beschreibung

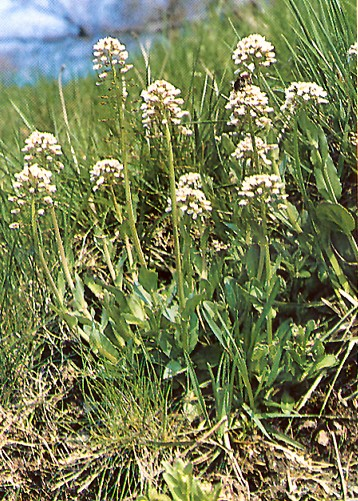
Habitus und Blütenstände im Habitat

### Vegetative Merkmale
Galmei-Hellerkraut ist eine ausdauernde krautige Pflanze, die Wuchshöhen von 10 bis 30 Zentimetern erreicht. An einem Pflanzenexemplar werden mehrere kahle Stängel ausgebildet.
Die sitzenden, stängelumfassende Laubblätter sind an ihrer Basis geöhrt. Die Grundblätter sind rosettig angeordnet.

### Generative Merkmale
Die Blütezeit reicht von April bis Juni. Der schirmtraubige Blütenstand ist zunächst nur kurz und dicht, verlängern sich dann bis zur Fruchtreife.
Die zwittrige Blüte ist vierzählig. Die etwa 3,5 Millimeter langen Kronblätter sind weiß gefärbt mit einem leichten Hauch von Lila. Im Gegensatz zum sehr ähnlichen Gebirgs-Hellerkraut sind hier die Kronblätter länger als die Staubblätter.
Der Griffel ist mit 1 bis 1,3 Millimeter nur wenig länger als die Ausrandung der Frucht.

## Vorkommen
Die Verbreitung des Galmei-Hellerkrauts beschränkt sich neben Belgien und den Niederlanden, auf Teile im nordwestlichen Deutschland, wodurch diesem Land eine sehr große Verantwortlichkeit zur Arterhaltung zufällt. Abgesehen von einem isolierten Fundort am niedersächsischen Silberberg in der Nähe von Osnabrück kommt diese Art noch im Rheinland vor, wo sie nicht streng an Galmeifluren gebunden ist. Man findet sie auch auf den Trassen alter Lorenbahnen oder im Bereich ehemaliger Erzstollen (z. B. im Ahrtal). Wie andere Galmeipflanzen, etwa das Gelbe Galmei-Veilchen und die Galmei-Frühlings-Miere, ist Thlaspi calaminare Bestandteil einer eiszeitlichen alpinen Reliktflora. Die taxonomische Abgrenzung zum Gebirgs-Hellerkraut ist allerdings noch nicht abschließend geklärt.
Das Galmei-Hellerkraut wächst rasenbildend auf offenen, trockenen, nährstoffarmen, basenreichen und schwermetallhaltigen Schotterböden. Das Galmei-Hellerkraut kann einen höheren Anteil von Zinksalzen im Boden ertragen. Dazu werden in den Laubblättern bis zu 21,3 Prozent des Aschengewichts an Zinkoxiden angesammelt.